# Francesco Guardi
Francesco Lazzaro Guardi (5. října 1712 Benátky – 1. ledna 1793 Benátky) byl spolu s Giovanni Antonio Canalem, zv. Canaletto (1697–1768) a Bernardo Bellottem (1721–1780) jedním z největších vedutistů v době benátského rokoka. Maloval však i oltářní obrazy, obrazy s historickou tematikou, portréty nebo květinová zátiší. Po smrti upadl v zapomnění a jeho tvorba byla znovu objevena až na přelomu 19. a 20. století.

## Životopis
Francesco Lazzaro Guardi se narodil do rodiny respektovaného benátského malíře Domenica Guardiho (1678–1716), původem z Trentina, a jeho manželky Marie Claudie Pichler. Byl prostředním ze tří malířových synů, staršího Giovanni Antonia (1699–1760), a mladšího Niccoly (1715–1786). Ve věku čtyř let mu zemřel otec a o jeho další výchovu se postaral starší bratr Giovanni Antonio, zvaný Gianantonio. Také jeho sestra Marie Cecilie se věnovala umění, a tak nepřekvapí, že v roce 1719 se provdala za Giovanni Battistu Tiepola (1696–1770), nejvýznamnějšího malíře benátského rokoka. Francesco získal základní malířské zkušenosti asi v otcově dílně, jejíž vedení po jeho smrti převzal Gianantonio. Od roku 1735 se školil v dílně Michele Marieschiho (1710–1743/44), rytce, malíře krajin a benátských vedut. Během pobytu v jeho dílně, který skončil v roce 1743, vznikala již Guardiho první signovaná díla. Předpokládá se, že i v této době spolupracoval se svým starším bratrem, což způsobilo, že časná Francescova díla lze jen s obtížemi odlišit od obrazů jeho známějšího staršího bratra. V té době Francesco začal maloval také obrazy s náboženskou tematikou, čehož dokladem je první jím signovaný obraz nazvaný Svatý uctívající eucharistii (asi 1740). Současně vznikly i první veduty Benátek, v nichž čerpal nejen z obrazů svého učitele Michele Marieschiho, ale i z tvorby známých vedutistů, Canaletta a Bellotta. Mezi roky 1750 a 1752 vzniklo v andělské kapli benátského kostela San Raffaele sedm obrazů nazvaných Příběhy z knihy Tóbijáš určených pro tamní varhanní kruchtu. Historici umění tento cyklus obrazů připisují Francescovi, jiní Gianantoniovi, a někteří předpokládají jejich spoluautorství. Podíl Francesca Guardiho na bratrových malířských zakázkách spočíval především ve figurální malbě. V roce 1760 starší bratr Gianantonio zemřel a Francesco po něm převzal vedení ateliéru. V následujícím roce se Francesco zapsal do cechu benátských malířů známého jako Fraglia. Po Gianantoniově smrti začal po vzoru Canaletta a Bellotta malovat různé pohledy na benátskou architekturu. Později začal upřednostňovat malbu fiktivních krajinných scenérií zvaných capriccios. Během 50. let 18. století se proto Francescův malířský styl začal odchylovat od Canalettovy malby, přičemž jeho malba ztmavla a nebe nad Benátkami se často stalo bouřlivějším.

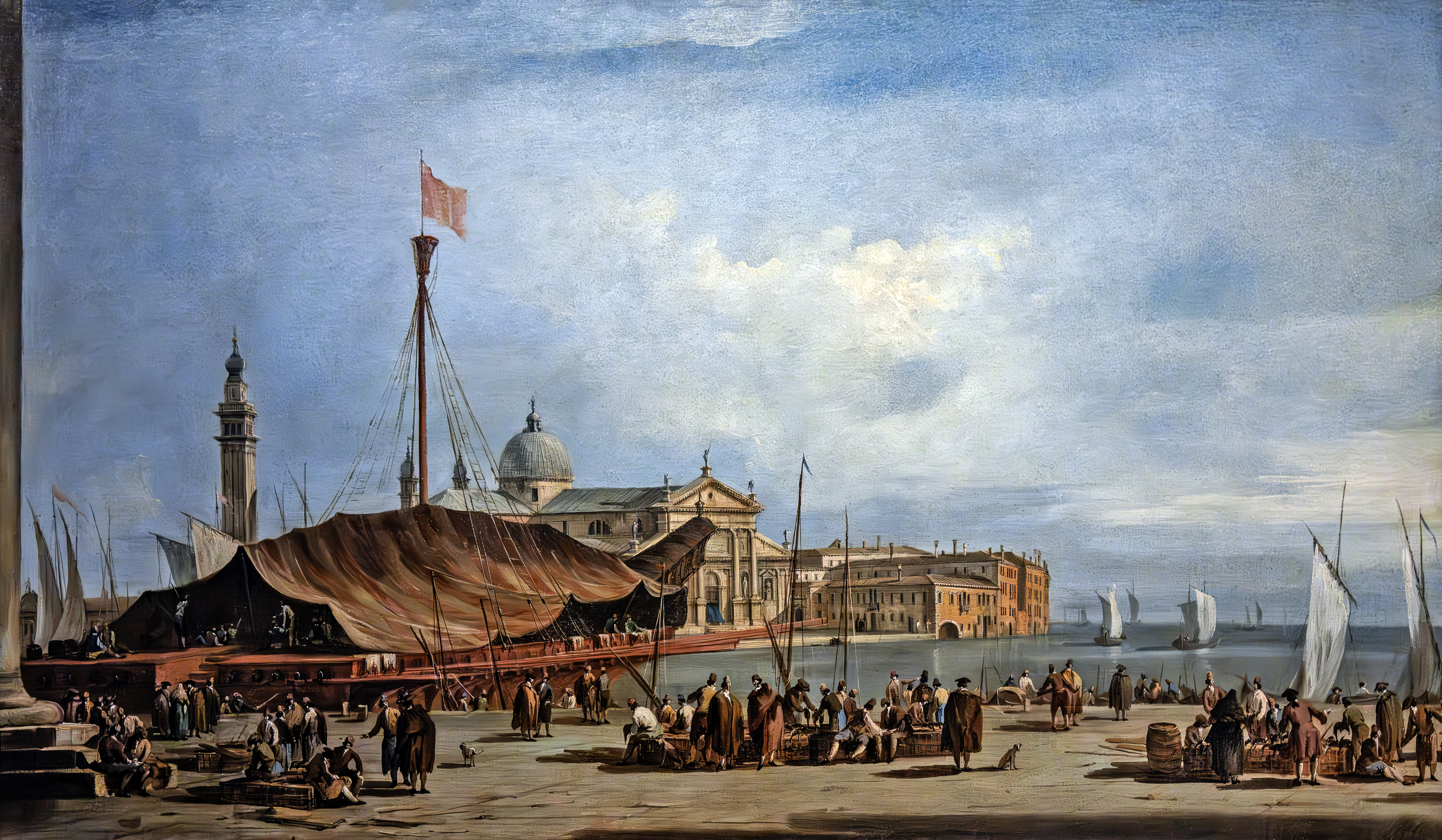
Piazzetta – pohled směrem na San Giorgio Maggiore (1758, Městská muzea v Trevisu, Itálie)

V roce 1757 se Francesco Guardi oženil s Marií Matheou, dcerou malíře Mattea Paganiho (1726–1756 ?). Měli spolu dva syny – Vincenza, narozeného v roce 1760, a Giacoma, který se narodil v roce 1764. Ten později spolupracoval s otcem na řadě obrazů. V roce 1769 se narodil malířův třetí syn Giovanni Battista, který však po několika dnech zemřel. Krátce po tomto porodu zemřela i malířova manželka Marie Mathea. Díky spříznění rodiny s Giovanni Battistou Tiepolem se Gianantonio stal v roce 1756 zakládajícím členem Benátské akademie. Francesco byl zvolen řádným členem této Accademia di Belle Arti až v roce 1784.

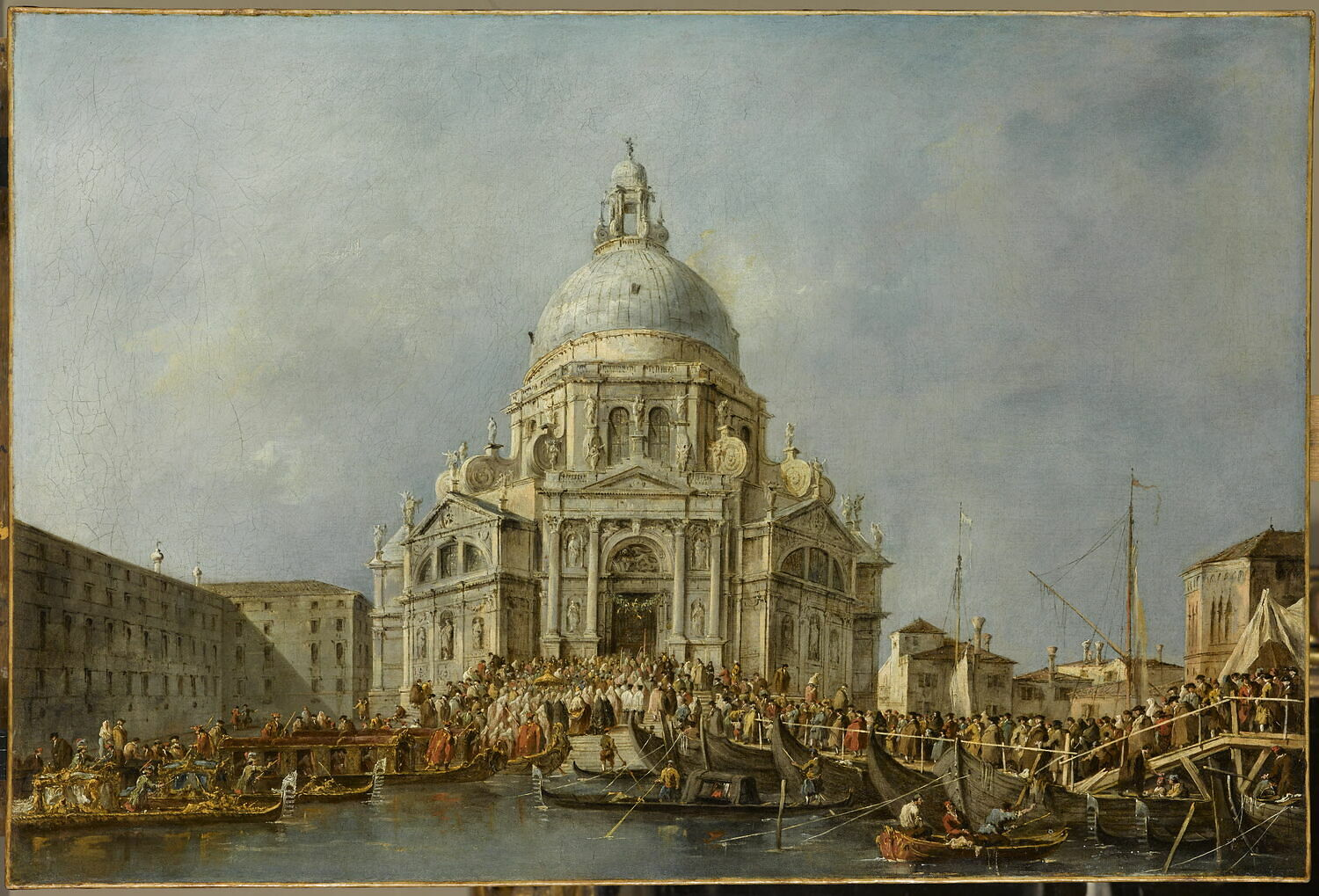
Dóže před basilikou Santa Maria della Salute (1766/70, Louvre, Paříž)

V roce 1763 získal Francesco Guardi mimořádnou zakázku na cyklus dvanácti pláten známých jako Dóžecí slavnosti. Obrazy měly být připomínkou oslav u příležitosti zvolení Alvise IV. Moceniga dóžetem v roce 1763. V tomtéž roce malíř dokončil i obraz Zázrak dominikánského světce určený pro kostel San Pietro Martire v Muranu.

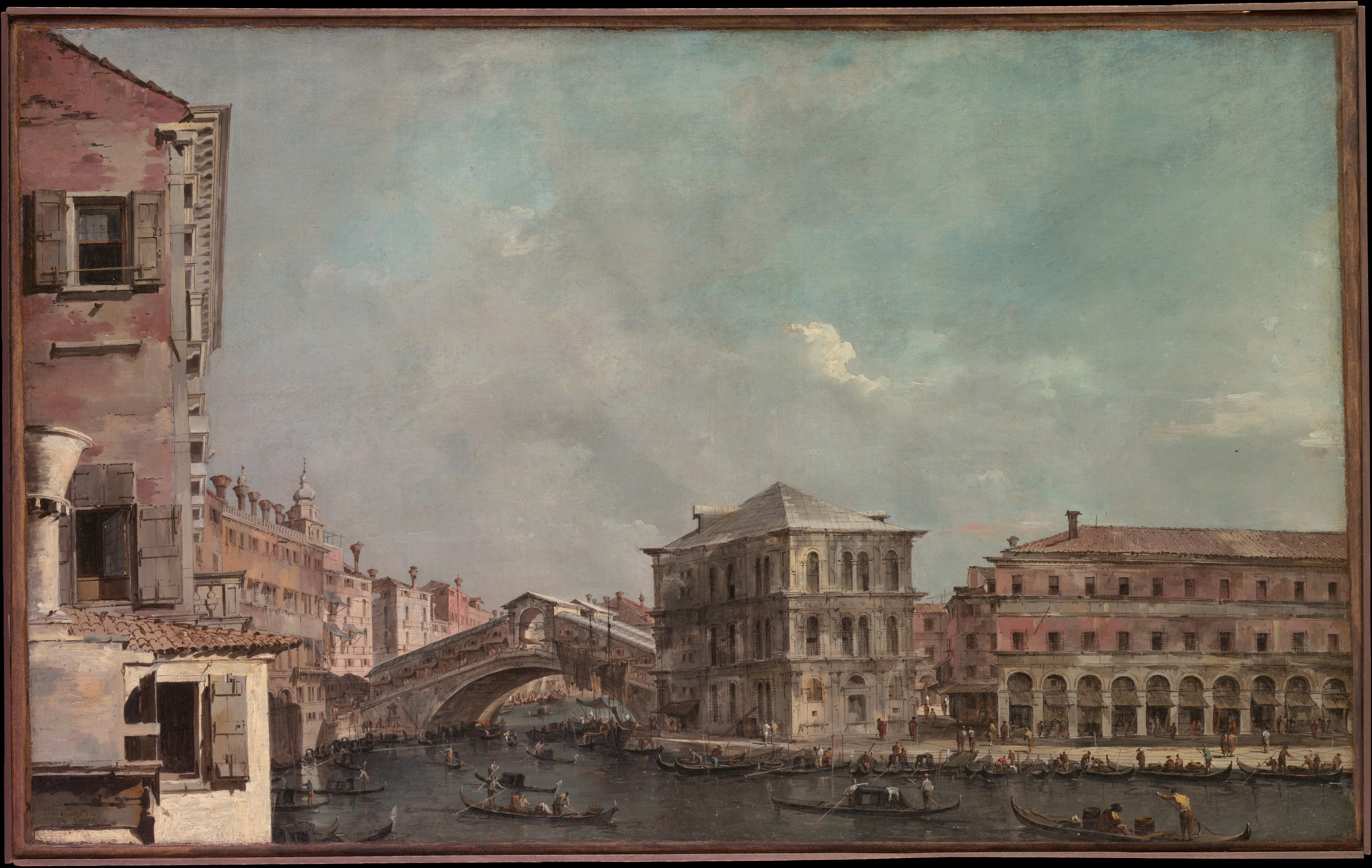
Most Rialto s Palazzo Camerienghi (1760, Metropolitní muzeum umění, New York)

Přestože malíř cyklus Dóžecích slavností dokončil až koncem 60. let 18. století, již v roce 1764 dokončil dvě významné veduty nazvané Most Rialto z Fondamento del Carbon a Náměstí San Marco směrem ke stejnojmenné basilice a Hodinové věži. Zatímco obraz s pohledem na Náměstí sv. Marka existuje v několika téměř identických verzích namalovaných dílnou podle malířových skic a staršího Canalettova obrazu, v obraze s mostem Rialto Guardi jako předlohu použil Canalettův obraz Most Rialto od severu (1726/27; dnes královská sbírka, Londýn). Uvádí se, že bezprostředním podkladem pro obraz Most Rialto z Fondamento del Carbon byl Guardiho obraz s názvem Most Rialto s Palazzo Camerienghi (dnes Metropolitní muzeum umění v New Yorku), který malíř namaloval a signoval již v roce 1760. Oproti Canalettovu obrazu namalovanému až s topografickou přesností světlými barvami, Guardiho obraz se vyznačoval potemnělou oblohou, na kanálu zmizely plachetnice a přibylo gondol i postav na břehu. V 70. letech 18. století však postupně ubývalo Guardiho obrazů s vedutami Benátek, které nahradily menší obrázky fantaskních pohledů na Benátky známých jako capriccia, jež byla určena především pro anglické a francouzské aristokratické návštěvníky města.

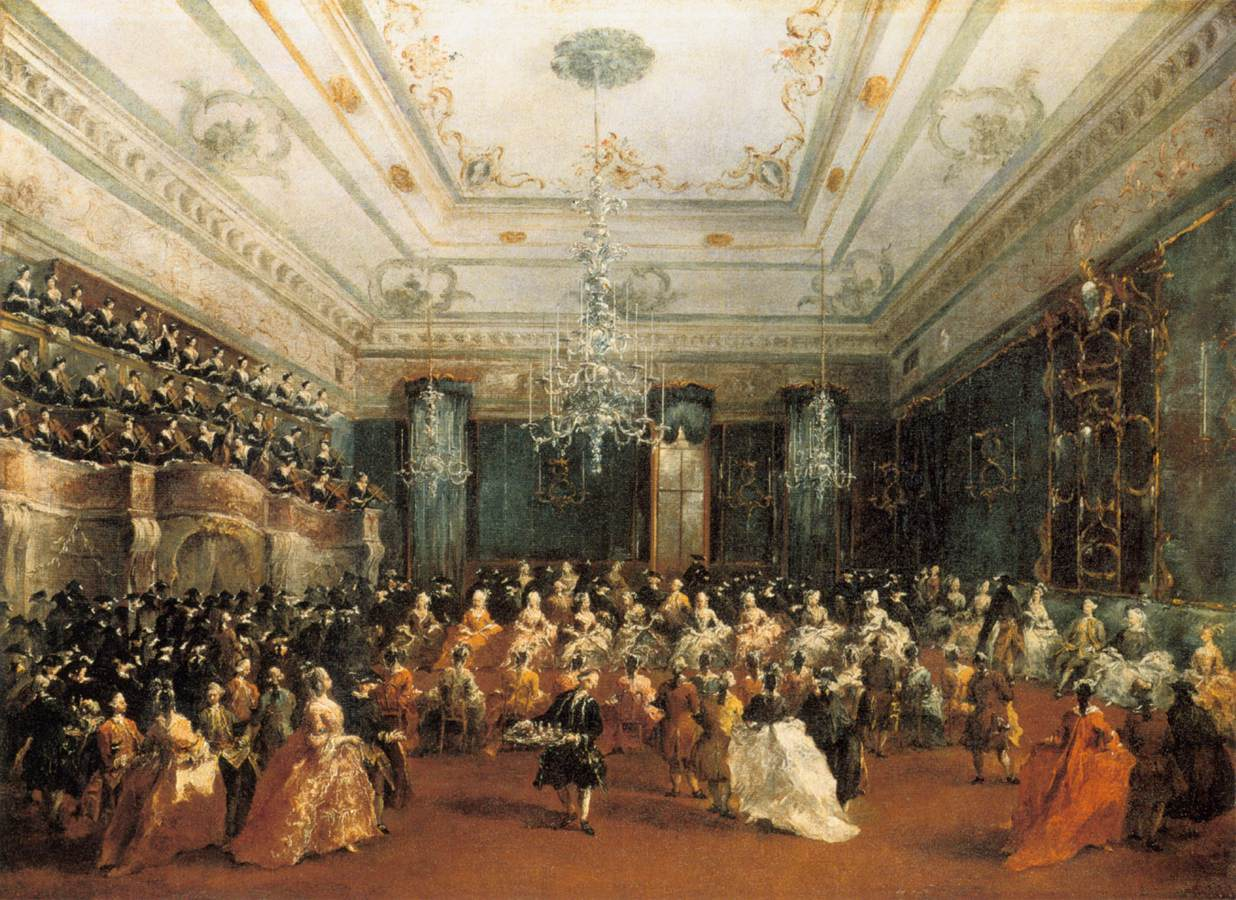
Dámský koncert ve Filharmonickém sále (1782, Alte Pinakothek, Mnichov)

V roce 1782 Francesco Guardi získal od Benátské republiky objednávku na šest pláten a to v souvislosti s návštěvou ruských arcivévodů – Pavla Petroviče a Marie Fjodorovny – v Benátkách. Čtyři z těchto obrazů se později ztratily. Jedno ze dvou zbývajících pláten, nazvané Dámský koncert, vlastní mnichovská Pinakotheka. Zobrazuje sbor osiřelých dívek tvořících Conservatorio della Pietà patřící k nejslavnějším evropským vokálním a instrumentálním souborům. Ještě v květnu téhož roku malíř získal další objednávku a to na čtyři plátna připomínající návštěvu papeže Pia VI. v Benátkách. Od roku 1784 až do roku 1793 Francesco Guardi upřednostňoval zhotovování kreseb a skic, které pro jeho spolupracovníky sloužily jako návrhy ke zhotovování obrazů v jeho ateliéru. V roce 1788 dal benátský dóže pokyn vydavateli Gabrielu Marchiovi k vytištění reprodukcí vybraných Guardiho obrazů. Ateliér v té době již vedl malířův syn Giacomo, který po otcově smrti pokračoval v jeho tradiční malbě. Francesco Guardi zemřel 1. ledna 1793 v Benátkách.

## Umělecká tvorba
Francesca Guardiho ovlivnila spolupráce nejen s jeho starším bratrem, ale poučení našel i v obrazech Sebastiana Ricciho (1659–1734) a Giovanni Antonia Pellegriniho (1675–1741). Figurální stafáž malovanou do bratrových obrazů v 50. letech 18. století začal nahrazovat malbou městských vedut v době, kdy Canaletto pobýval v Anglii. Po jeho smrti pohledy na Benátky v Guardiho tvorbě zcela převládly. Nakonec však začal malovat maloplošné obrazy fantaskních městských zákoutí, kde se poučil především na tvorbě Marca Ricciho (1675–1730). V té době se Guardiho technika malby vyznačovala nanášením barevných skvrn na plátno spolu s temperamentními tahy štětce vedoucími k až pochmurné barevnosti pohledů na Benátky. To způsobilo mizení přesných kontur budov i postav.
Obrazy

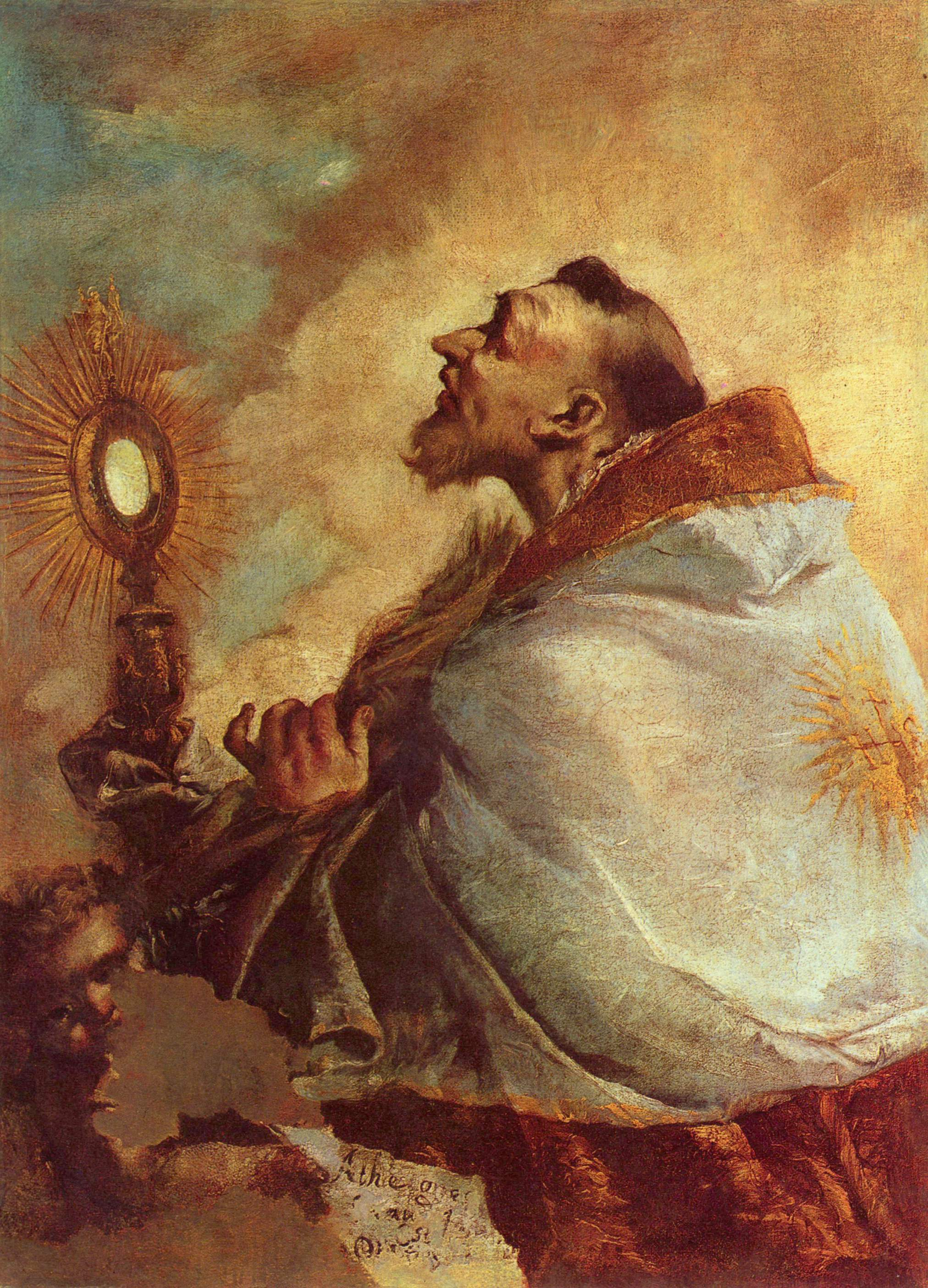
Světec uctívající eucharistii (1738/40, Museo Nazionale di Trento, Itálie)

Zatímco Francesco Guardi maloval fresky jen výjimečně, jeho obrazová tvorba byla mnohem širší. První jím signovaný obraz Světec adorující eucharistii pocházel z let 1738–1740. Obraz byl namalován v době, kdy pracoval v dílně malíře Michele Marieschiho v Trentu. Po návratu do Benátek v otcově ateliéru spolupracoval se svým starším bratrem Giovanni Antoniem, přičemž se malba obou bratři sblížila natolik, že historici umění mají potíž s autorstvím obrazu. Příkladem může být soubor sedmi obrazů s Příběhy Tóbita určených pro kruchtu benátského kostela San Angelo Raffaele. Jedná se o příběhy zbožného Tóbita, starce, který přikládal vysokou hodnotu manželskému svazku.

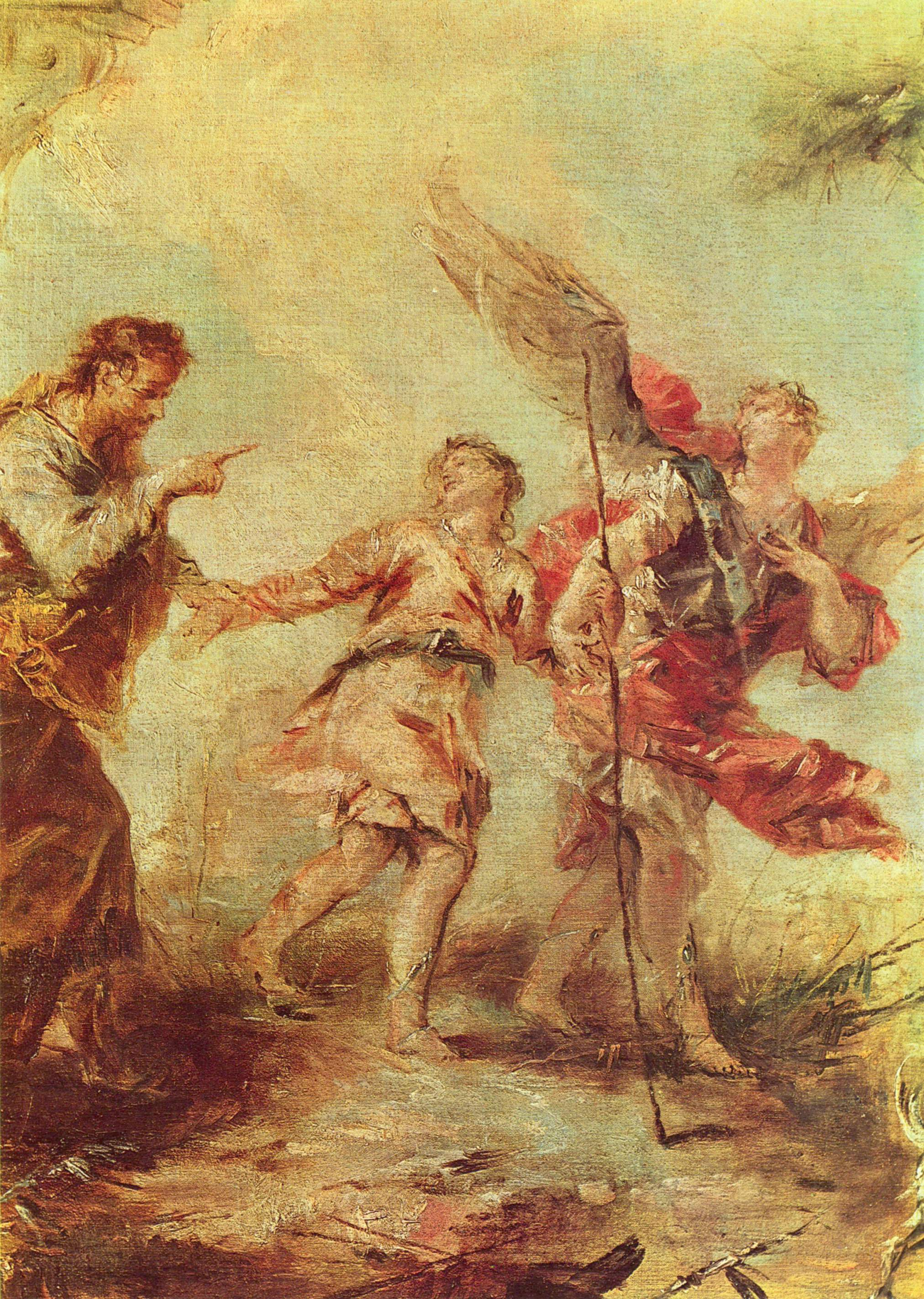
Odchod Tobiáše – detail (1750/52, kostel San Angelo Raffaele, Benátky)

V 60. letech 18. století v malbě Francesca Guardiho přibylo benátských vedut vyznačujících se různým stupněm dokumentační hodnoty. Příkladem může být vyobrazení Náměstí sv. Marka v Benátkách, které oproti Canalettovým obrazům vykazuje nejen barevné ztmavnutí, ale i zjemnění malířovy palety, přičemž barvy byly nanášeny ve formě bodů. Guardi také neváhal zkreslit perspektivní vyobrazení městského prostoru s cílem zvýšit dramatičnost obrazu, jak to často činil v četných pohledech na Piazza San Marco. Guardiho obraz Náměstí San Marko s Campanilou, bazilikou a Hodinovou věží, který může být srovnáván s výše zmíněným Canalettovým obrazem, patří k časné verzí této veduty, která v pravém dolním rohu obrazu znázorňuje i postavu malíře.

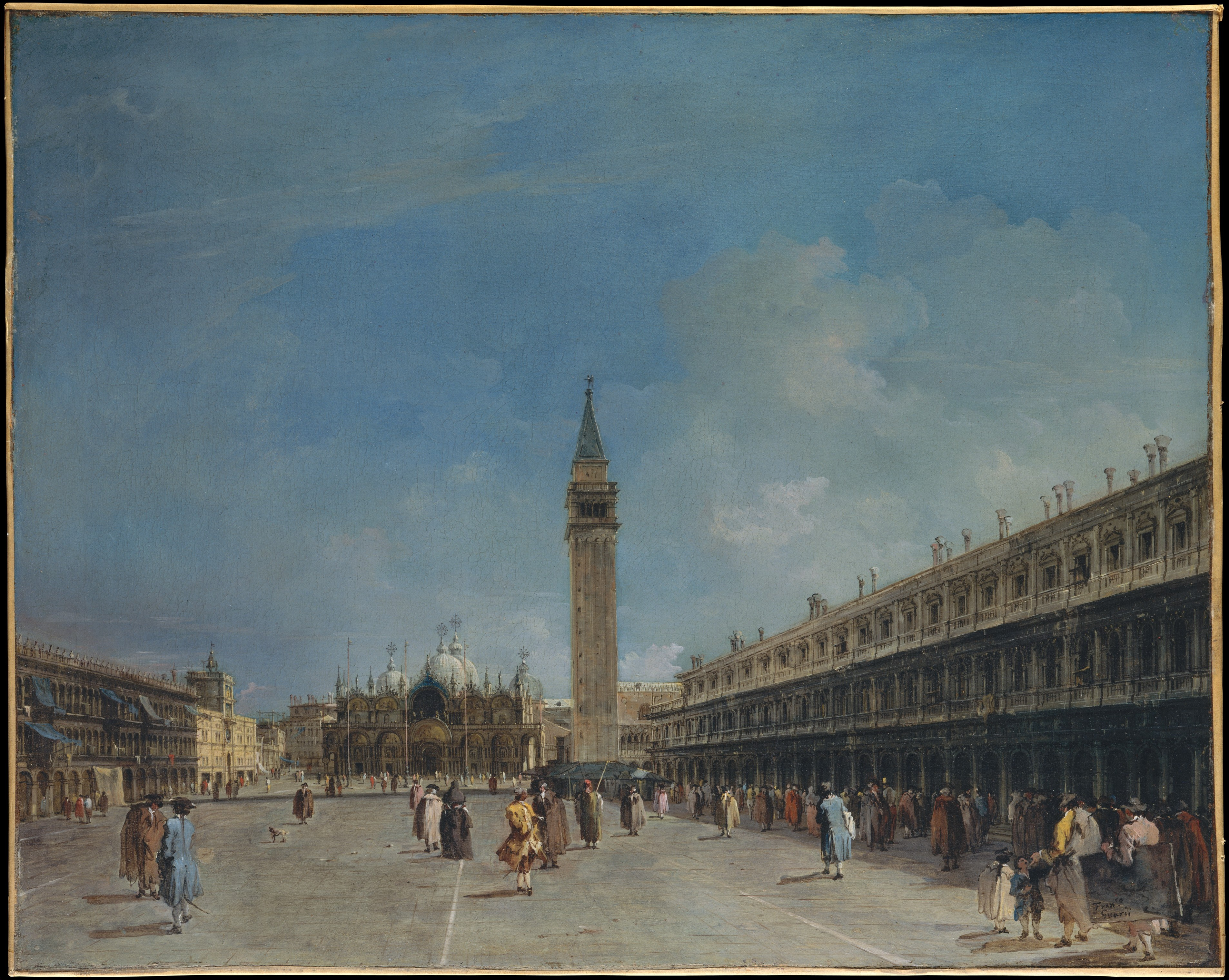
Náměstí San Marko s Campanilou, bazilikou a Hodinovou věží (1765/79, Metropolitní muzeum umění, New York)

Časovou sekvenci variant této veduty je však obtížné určit. Kromě pohledů na Benátky Guardi namaloval mnoho imaginárních pohledů na benátské paláce zvenčí i zevnitř. Tato capriccios v 70. letech 18. století dokonce převládla v malířově tvorbě nad jeho městskými vedutami. Podkladem pro tyto spíše maloformátové obrazy byly malířovy četné kresby a skicy.
Kresby

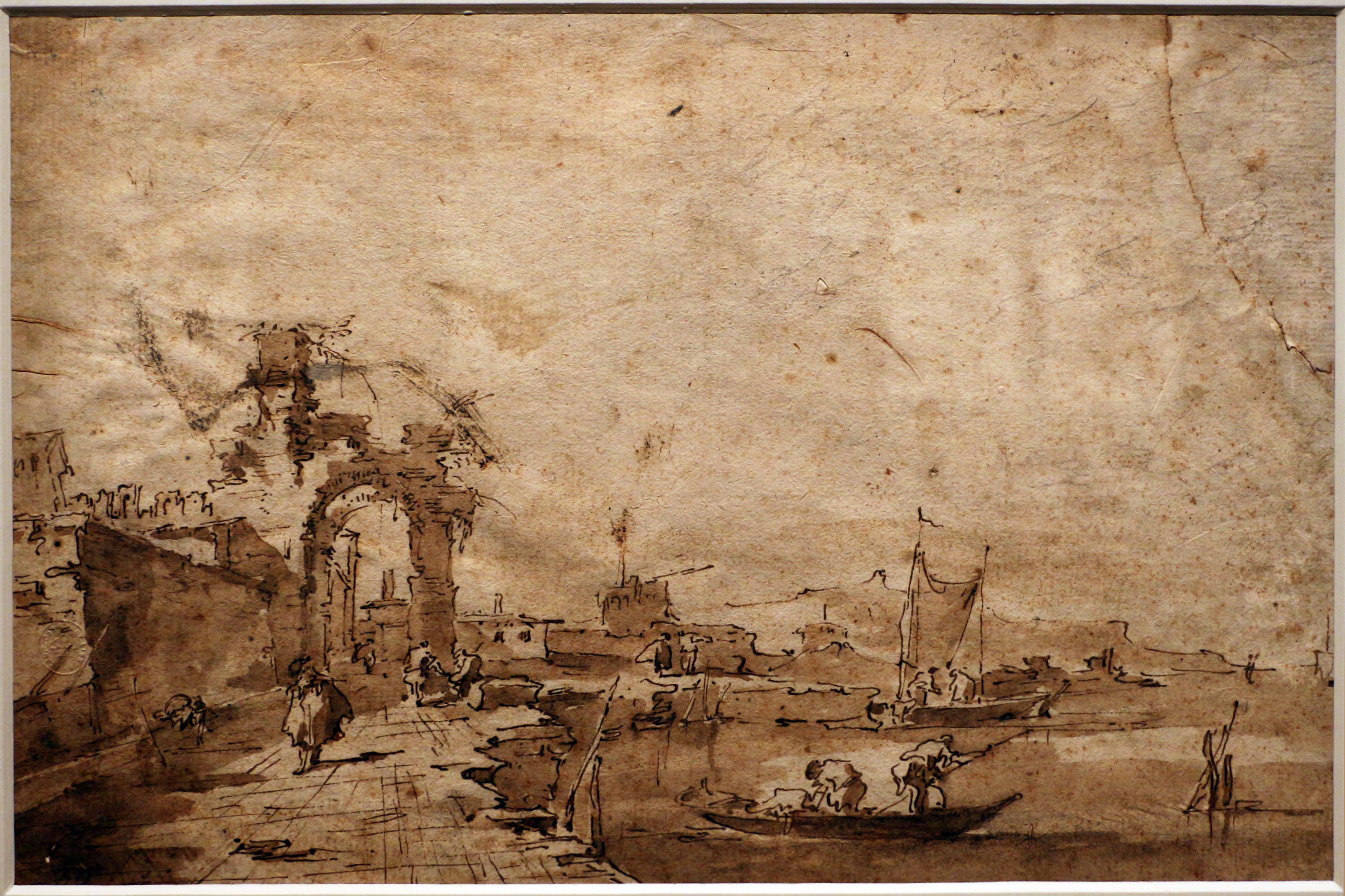
Pohled na krajinu s mostem a ruinou vítězné brány – připsáno Francesco Guardimu (perokresba konturovaná sepiovou barvou a tuší na papíře; 60. léta 18. století, Národní muzeum starého umění, Lisabon, Portugalsko)

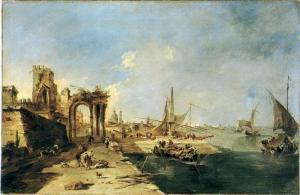
Benátské Capriccio (obraz Francesco Guardi namaloval podle své dřívější perokresby; dnes Akademia Carrara, Bergamo, Itálie)

Francesco Guardi namaloval i velké množství kreseb používaných jako předběžné studie k pozdějším obrazům. Kresby se vyznačovaly rychlou malbou ostrých čar s výrazným kontrastem světla a stínu. Příkladem může být jeho kresba Pohled na krajinu s mostem a ruinou vítězné brány ze 60. let 18. století (dnes Národní muzeum starého umění v Lisabonu, Portugalsko), která malíři posloužila jako podklad pro jeho pozdější Capriccio s kostelem Santa Maria della Salute na pozadí. Toto capriccio Guardi namaloval v několika verzích, přičemž vždy ponechal ruinu vítězné brány jako dominantu obrazu. Kresby po otcově smrti vlastnil jeho syn Giacomo, který je později prodal. Dnes jsou umístěny v benátském Museo Correr.

## Obrazy a kresby Francesca Guardiho v České republice
Národní galerie v Praze vlastní dva obrazy (capriccia), které namaloval Francesco Guardi asi kolem roku 1770. Jedním z nich je Capriccio s mořskou krajinou, ke kterému existuje i přípravná kresba podporující malířovo autorství. Druhým Guardiho obrazem v českých sbírkách je Nádvoří paláce, které nepochybně čerpá z Canalettova capriccia namalovaného v roce 1765. I toto capriccio existuje v několika dalších exemplářích. Vzhledem k dataci Canalettova capriccia se předpokládá, že Guardi svou verzi namaloval v 70. letech 18. století. Fantastní krajiny a veduty Benátek se staly natolik vyhledávanými předměty sběratelského zájmu, že po Francescově smrti v jejich zhotovování pokračoval nejen jeho syn Giacomo, ale mnozí další malíři působící i mimo ateliér. Dokladem toho je obraz Porto Nuovo v Benátkách, který namaloval Guardiho následovník. V současnosti se obraz nachází ve sbírkách Moravské galerie v Brně. Dále je ve sbírkách Patrika Šimona uváděna kresba nazvaná Ruiny (1774, akvarel, tuš, papír). Kresba mohla být předlohou pro malířem opakovaná capriccia nazvaná buď Capriccio s rozvalinami vítězné brány a rybářem na mostě nebo prostě capriccio Ruiny vítězné brány. Mnohé z Guardiho vedut byly rovněž převedeny do grafických listů. Národní galerie v Praze vlastní tři grafické listy, které vyryl Dionysius Valesio podle malířových obrazů (1766–1777).

## Umělecko-historický význam díla Francesca Guardiho
Francesco Guardi patřil k nejvýznamnějším benátským vedutistům 18. století v generaci po Giovannu Antoniovi Canalemu a Bernardu Bellottovi. Canaletto byl známý malířskou preciózností a zdánlivou přesností městských panorámat, zatímco Francesco Guardi byl mistrem imaginárních pohledů obsažených v jeho capriccios. Své kompozice Guardi maloval technikou temperamentních tahů štětce, které doplňoval drobnými barevnými skvrnami. Jeho malířský styl byl proto označován jako pittura di tocco (na dotek), který v době, kdy Guardi již upadl v zapomnění, zaujal některé neoimpresionistické malíře označované za pointilisty, jakými byli Georges Seurat (1859–1891) nebo Paul Signac (1863–1935), kteří tvořili své obrazy na konci 19. století.